# Newportia sabina
Newportia sabina är en mångfotingart som beskrevs av Chamberlin 1942. Newportia sabina ingår i släktet Newportia och familjen Scolopocryptopidae. Inga underarter finns listade i Catalogue of Life.